# Larry Pinto de Faria
Larry Pinto de Faria (Nova Friburgo, 3 de novembro de 1932 — Porto Alegre, 6 de maio de 2016) foi um futebolista e comentarista esportivo brasileiro.

## Carreira
Começou a carreira no Fluminense, onde jogou de 1951 a 1954, sendo campeão do Campeonato Carioca de 1951 e da Copa Rio (Internacional) de 1952 (fazia parte do elenco tricolor, mas a Copa Rio foi disputada concomitantemente as Olimpíadas, para a qual foi convocado) considerando os títulos mais importantes, ano no qual também foi o artilheiro da Seleção Brasileira nos Jogos Olímpicos de Verão de 1952, quando marcou  quatro gols em três jogos. Em 1954 ele transferiu-se para o Internacional onde jogou até 1961, quando encerrou a sua carreira.
Era um centroavante elegante e técnico, que nem sequer trombava com os zagueiros. Conquistou a torcida colorada no segundo Gre-Nal que disputou, quando marcou quatro gols na goleada de 6 a 2. Foi campeão Pan-Americano em 1956, quando a seleção gaúcha representou o Brasil.
Mas o Cerebral Larry, como era chamado pela torcida colorada, não é tão lembrado pela capacidade de fazer gols quanto pelo estilo clássico, refinado, raro entre os centroavantes da época e de qualquer tempo. Com outro centroavante, o pernambucano Bodinho, Larry formou uma dupla infernal, capaz de tabelinhas só comparáveis às dos santistas Pelé e Coutinho. No Campeonato Gaúcho de 1955, Larry marcou 23 gols em apenas dezoito partidas. Só não foi o artilheiro porque Bodinho chegou aos 25. Larry tinha tanta moral com a torcida colorada que, mesmo perdendo os dois pênaltis contra o Renner que tiraram o Inter da disputa do título gaúcho de 1958, saiu de campo aplaudido. Anos depois, quando abandonou o futebol, foi eleito deputado estadual.
Como jogador Larry conquistou o Campeonato Gaúcho de Campeonato Gaúcho de Futebol de 1955 e o de 1961 pelo Internacional e o Pan-Americano de 1956 pela Brasil, além dos títulos conquistados pelo Fluminense.
Atuou como comentarista esportivo na extinta TV Difusora, canal 10 de Porto Alegre, nos programas Portovisão e Meio-Dia - A Hora Local.
Larry também foi o segundo jogador que marcou um gol do Brasil em olimpíadas, acontecendo isso em 1952 em Helsinque, com  o primeiro gol tendo sido marcado por Humberto Tozzi, na vitória de 5 a 1 sobre a Seleção da Holanda.

## Morte
Morreu devido a uma pneumonia em 6 de maio de 2016, aos 83 anos.

## Estatísticas
| Ano               | Clube             | Gols |
| ----------------- | ----------------- | ---- |
| 1952              | Fluminense        | 1    |
| 1953              | Fluminense        | 3    |
| Total             | Total             | 4    |
| 1954              | Internacional     | 30   |
| 1955              | Internacional     | 46   |
| 1956              | Internacional     | 19   |
| 1957              | Internacional     | 19   |
| 1958              | Internacional     | 28   |
| 1959              | Internacional     | 9    |
| 1960              | Internacional     | 17   |
| 1961              | Internacional     | 13   |
| Total             | Total             | 181  |
| Total na carreira | Total na carreira | 185  |

## Família
Larry Pinto de Faria é o pai de um dos brasileiros que sobreviveu ao ataque de 11 de setembro. O economista Larry Pinto de Faria Junior trabalhava no 25º andar da torre norte do World Trade Center no momento da colisão, que ocorreu entre os andares 93 e 99.